# تئوگنیس

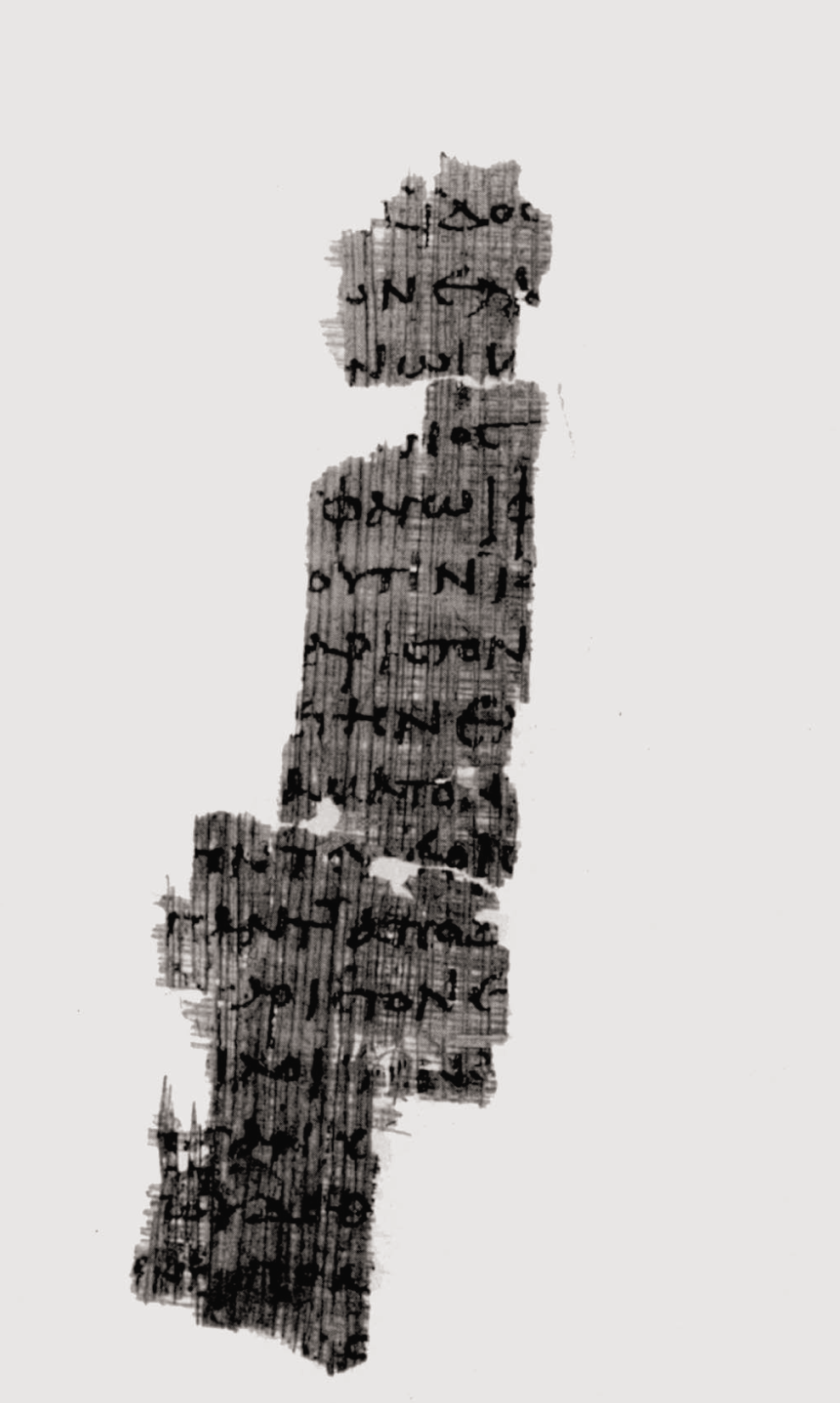
متن شعر

تئوگنیس (به انگلیسی: Theognis of Megara) (به یونانی: Θέογνις ὁ Μεγαρεύς, Théognis ho Megareús) شاعر یونانی قرن ششم پیش از میلاد است. او متولد شهر مگار بود و خانواده‌اش اشرافزاده بودند. هنگام پیروزی دموکرات‌ها، او تبعید گشت و به یونان و سیسیل سفر کرد. دیوان شعر او بین 1200 تا 1400 بیت دارد. او معاصر کوروش دوم می‌زیست.